# Ray Copeland
Ray Copeland (17 de julio de 1926 – 18 de mayo de 1984) fue un  trompetista y profesor de jazz estadounidense.

## Vida personal
Copeland nació en 1926 en Norfolk, Virginia, y murió en 1984 en Sunderland, Massachusetts. estudió en la Boys High School, de Bedford-Stuyvesant.
Su hijo Keith Copeland es un reconocido baterista de jazz.

## Carrera
La carrera activa de Copeland abarcó desde la década de los 40 hasta la década de los 80. A lo largo de su carrera participó en muchas sesiones de swing y hard bop, apareciendo en la conocida Monk's Music de Thelonious Monk en 1956. Copeland tocó con un enfoque oscilante y optimista, pero sin duda fue ensombrecido por otros trompetistas de la época como Lee Morgan y Clifford Brown. Realizó una gira con Thelonious Monk en 1968, y apareció en el Newport Jazz Festival de 1973. Más tarde, Copeland fue profesor de música en el Hampshire College, enseñando composición de jazz.
En 1974, publicó el libro The Ray Copeland Method and Approach to the Creative Art of Jazz Improvisation. Copeland nunca grabó como líder de sesión.

## Discografía
Con Thelonious Monk
- Blue Monk, Vol. 2 (Prestige, 1954)
- Monk (Prestige, 1954)
- We See (Dreyfus, 1954)
- Monk's Music (Riverside, 1957)
- Thelonious Monk with John Coltrane (Riverside, 1957)
- Complete Live at the Five Spot 1958 with John Coltrane (1958)

Con Randy Weston
- The Modern Art of Jazz by Randy Weston (Dawn, 1956)
- Little Niles (United Artists, 1958)
- Highlife (Colpix, 1963)
- Randy (Bakton, 1964) – rereleased in 1972 as African Cookbook (Atlantic)
- Monterey '66 (Verve, 1966)
- Tanjah (Polydor, 1973)

Con otros

- Top Brass, Ernie Wilkins (Savoy, 1955)
- Jazz Spectacular, Frankie Laine (1956)
- Look!, Lionel Hampton (1956)
- Art Blakey Big Band (Bethlehem, 1957)
- The Oscar Pettiford Orchestra in Hi-Fi Volume Two (ABC-Paramount, 1957)
- Dinah Washington Sings Fats Waller, Dinah Washington (1957)
- Sugan, Phil Woods (Status, 1957)
- Cat on a Hot Tin Horn, Cat Anderson (1958)
- Out There, Betty Carter (1958)
- Rites of Diablo, Johnny Richards (1958)
- A Map of Jimmy Cleveland,  Jimmy Cleveland (Mercury, 1959)
- Portrait of the Artist, Bob Brookmeyer (Arista, 1960)
- I Can't Help It, Betty Carter (1961)
- Listen to Art Farmer and the Orchestra, Art Farmer (Mercury, 1962)
- Manhattan Latin, Dave Pike (Decca, 1964)
- Booker 'n' Brass, Booker Ervin  (Pacific Jazz, 1967)
- Big B-A-D Band in Concert, Live 1970, Clark Terry (1970)
- Attica Blues Big Band, Archie Shepp (1979)[4]